# عین ناقه
عین ناقه (به عربی: عين الناقة) یک شهرداری در الجزایر است که در استان بسکره واقع شده‌است. عین ناقه ۱۰٬۰۵۴ نفر جمعیت دارد.